# Pavia (Iloilo)
Pavia (Bayan ng Pavia) är en kommun i Filippinerna. Kommunen ligger på ön Panay, och tillhör provinsen Iloilo. Folkmängden uppgår till 32 824 invånare.

## Barangayer
Pavia är indelat i 18 barangayer.
| - Aganan - Amparo - Anilao - Balabag - Purok I (Pob.) - Purok II (Pob.) - Purok III (Pob.) - Purok IV (Pob.) - Cabugao Norte | - Cabugao Sur - Jibao-an - Mali-ao - Pagsanga-an - Pandac - Tigum - Ungka I - Ungka II - Pal-agon |